# Едмънд Пърдом
Едмънд Пърдом (на английски: Edmund Anthony Cutlar Purdom) е британски актьор, работил първо на сцената във Великобритания, изпълнявайки различни творби на Шекспир. По-късно в Америка изпълнява различни роли на Бродуей, докато накрая стига до Холивуд и в крайна сметка прекарва остатъка от живота си в италианското кино. Той е може би най-известен с главната си роля през 1954 г. в историческия епос „Египтянинът“. С поемането на важни роли, които Марио Ланца и Марлон Брандо отказват, в средата на 50-те години на миналия век Пърдом е известен като „Звездата заместител“.
Започва кариерата си през 1946 г. През 1950-те години играе малки роли на Бродуей, къдете заради красивата си външност е забелязан от Холивуд. Плащат му аванс от 600 долара за да се яви на пробни снимки, но студиото не се заинтересова от него и той няма пари да се върне обратно, затова остава в Холивуд. Препоръчан от Джордж Кюкор, той успява да сключи договор с MGM. През 1960-те се завръща в Европа и участва във второразредни италиански филми, в киното и телевизията.

## Избрана филмография
| година | филм              | оригинално заглавие    | роля      | режисьор      |
| ------ | ----------------- | ---------------------- | --------- | ------------- |
| 1965   | Жълтият Ролс-Ройс | The Yellow Rolls-Royce | Джон Файн | Антъни Аскуит |